# Actoés III
Actoés III (em grego clássico: Αχθωης; romaniz.: Achthoes) ou Queti III (em egípcio: ḫtj(j)) foi o sexto faraó da IX ou X dinastia. É atestado no Cânone de Turim, uma lista real do tempo de Ramessés II, após o nome de Seném e antes do de Actoés IV.